# ISO 3166-2:CN

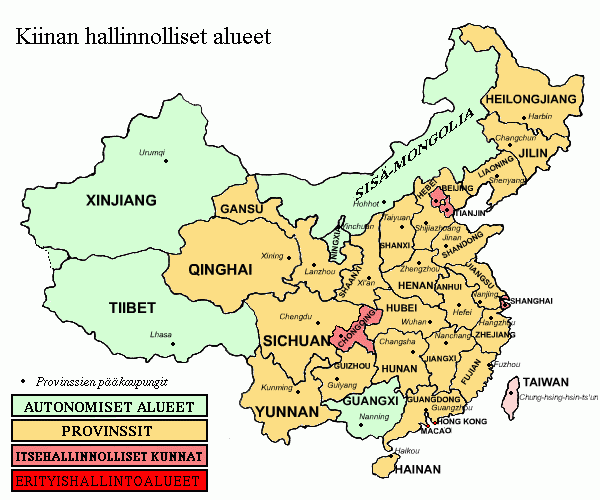
Mapa provincií Čínské lidové republiky

Kódy ISO 3166-2 pro Čínskou lidovou republiku identifikují 23 provincií (včetně Tchaj-wanu), 4 přímo spravovaná města, 5 autonomních oblastí a 2 zvláštní autonomní oblasti (stav v roce 2017). První část (CN) je mezinárodní kód pro Čínu, druhá část sestává ze dvou písmen identifikujících provincii nebo oblast.

## Seznam kódů
| Kód   | Druh subjektu             | Název             | Hlavní město |
| ----- | ------------------------- | ----------------- | ------------ |
| CN-BJ | město                     | Peking            |              |
| CN-TJ | město                     | Tchien-ťin        |              |
| CN-HE | provincie                 | Che-pej           | Š’-ťia-čuang |
| CN-SN | provincie                 | Šen-si            | Si-an        |
| CN-NM | autonomní oblast          | Vnitřní Mongolsko | Chöch chot   |
| CN-LN | provincie                 | Liao-ning         | Šen-jang     |
| CN-JL | provincie                 | Ťi-lin            | Čchang-čchun |
| CN-HL | provincie                 | Chej-lung-ťiang   | Charbin      |
| CN-SH | město                     | Šanghaj           |              |
| CN-JS | provincie                 | Ťiang-su          | Nanking      |
| CN-ZJ | provincie                 | Če-ťiang          | Chang-čou    |
| CN-AH | provincie                 | An-chuej          | Che-fej      |
| CN-FJ | provincie                 | Fu-ťien           | Fu-čou       |
| CN-JX | provincie                 | Ťiang-si          | Nan-čchang   |
| CN-SD | provincie                 | Šan-tung          | Ťi-nan       |
| CN-HA | provincie                 | Che-nan           | Čeng-čou     |
| CN-HB | provincie                 | Chu-pej           | Wu-chan      |
| CN-HN | provincie                 | Chu-nan           | Čchang-ša    |
| CN-GD | provincie                 | Kuang-tung        | Kanton       |
| CN-GX | autonomní oblast          | Kuang-si          | Nan-ning     |
| CN-HI | provincie                 | Chaj-nan          | Chaj-kchou   |
| CN-50 | město                     | Čchung-čching     |              |
| CN-SC | provincie                 | S'-čchuan         | Čcheng-tu    |
| CN-GZ | provincie                 | Kuej-čou          | Kuej-jang    |
| CN-YN | provincie                 | Jün-nan           | Kchun-ming   |
| CN-XZ | autonomní oblast          | Tibet             | Lhasa        |
| CN-SN | provincie                 | Šen-si            | Si-an        |
| CN-GS | provincie                 | Kan-su            | Lan-čou      |
| CN-QH | provincie                 | Čching-chaj       | Si-ning      |
| CN-NX | autonomní oblast          | Ning-sia          | Jin-čchuan   |
| CN-XJ | autonomní oblast          | Sin-ťiang         | Urumči       |
| CN-TW | provincie                 | Tchaj-wan         | Tchaj-pej    |
| CN-HK | zvláštní autonomní oblast | Hongkong          |              |
| CN-MO | zvláštní autonomní oblast | Macao             |              |